# Rage For Order
Rage For Order е третият студиен албум на американската прогресив метъл група Queensrÿche издаден през 1986 година от EMI. В много аспекти това е и първият „истински“ албум за бандата. Докато в The Warning те все още се опитват да се дистанцират от съвременниците си, опитвайки се да постигнат свое собствено звучене, сега вече настъпва време да направят следващата си крачка и да се фокусират върху собственото си дефиниране. Осъзнавайки експерименталната си музика, те се впускат още по-далеч, внасяйки нови интересни елементи, в стремежа си да се различават от останалите групи по това ереме. Това е и краят на тайфата от Сиатъл свиреща музика, те се превръщат в професионални музиканти, търсейки отговора на въпроса какво точно биха искали да чуят хората от тях. В търсене на отговора на този въпрос, Queensryche записват албум, който определя истинската същност на групата и това което тя ще бъде оттук нататък. Музикантите намират нов продуцент – Нийл Кърнън, човек с богат опит като музикант зад гърба си, смятайки го за личността която ще помогне на състава да намери своята идентификация.

## Списък на песните
1. Walk In the Shadows
2. I Dream In Infrared
3. The Whisper
4. Gonna Get Close To You
5. The Killing Words
6. Surgical Strike
7. Neue Regel
8. Chemical Youth (We Are Rebellion)
9. London
10. Screaming In Digital
11. I Will Remember

### 2003
През 2003 година албумът е ремастериран и преиздаден от EMI, като са включени и 4 бонус парчета:
- 12. Gonna Get Close To You (12" Version)
- 13. The Killing Words (Live) (записано в Astoria Theatre, Англия – 10/20/94)
- 14. I Dream In Infrared (1991 Acoustic Remix)
- 15. Walk In The Shadows (Live)

## Членове
- Джоф Тейт, вокал
- Крис ДеГармо, китари
- Майкъл Уилтън, китари
- Еди Джаксън, бас
- Скот Рокенфийлд, перкусии